# یوانا کولیگ
یوانا کولیگ (لهستانی: Joanna Kulig؛ زادهٔ ۲۴ ژوئن ۱۹۸۲) بازیگر اهل لهستان است.
از فیلم‌ها یا برنامه‌های تلویزیونی که وی در آن نقش داشته‌است، می‌توان به تله، ماندگار، کشیشان، جرم، آنان، هانسل و گرتل: شکارچیان جادوگر، ایدا، زنی در طبقه پنجم و جنگ سرد اشاره کرد.